# Google Caffeine
Google Caffeine bezeichnet ein im Juni 2010 veröffentlichtes Infrastruktur-Update des Suchmaschinenindexes von Google. Durch die neue Infrastruktur wurde der Indexierungsprozess der Suchmaschine Google grundlegend verändert.
Ziel des neuen Suchindexes war es, die Indexierungsgeschwindigkeit um ein Vielfaches zu erhöhen. Google Caffeine war der erste Schritt in einem Prozess zur Optimierung der Größe, Genauigkeit und Vollständigkeit des Google-Indexes.
Die neue Infrastruktur beinhaltet nur Änderungen im Hintergrund und kein neues User-Interface.

## Geschichte
Vor dem Infrastruktur-Update bestand der Suchindex von Google aus mehreren Schichten. Um eine Schicht zu aktualisieren, musste das gesamte Web analysiert werden, was eine gewisse Zeit in Anspruch nahm. Es trat somit eine deutliche Verzögerung zwischen dem Zeitpunkt, zu dem die Seite entdeckt wurde, und ihrer Sichtbarkeit im Index auf.
Im Jahr 2000 wurde der Index nur alle 4 Monate aktualisiert. Ende 2001 wurde die Indexierungsfrequenz auf einmal monatlich angehoben.
Der neue Suchindex Caffeine beinhaltet einen inkrementellen und kontinuierlichen Crawling- und Indexierungsprozess. Jede Website kann nun separat gecrawlt und bereits kurz nach Veröffentlichung in den Index aufgenommen werden.

## Gründe
Aufgrund der steigenden Erwartungshaltung der Suchmaschinennutzer und der Websitebetreiber, der ständig wachsenden Anzahl an Websites und der zunehmenden Vielfältigkeit der Webseiteninhalte musste Google handeln und die fehlende Reaktionsgeschwindigkeit beheben.

## Auswirkungen
Google Caffeine bietet ungefähr 50 % aktuellere und umfangreichere Suchergebnisse. Durch die zusätzliche Indexierung diverser Multimediainhalte wie Nachrichten, Newsfeed, Blogbeiträge und Postings entsteht die größte Sammlung an Webinhalten, die Google jemals anbieten konnte. Die ständige Aktualisierung des Indexes ermöglicht den Suchenden den stetigen Zugriff auf aktuelle Inhalte. 
Websitebetreiber profitieren von der erhöhten Geschwindigkeit und einem größeren Spielraum zur Erstellung von hochwertigen und multimedialen Inhalten. Webseiten mit aktuellen Inhalten bzw. einer höheren Aktualisierungsfrequenz werden in den Suchergebnislisten bevorzugt.